# Lighthouse
Lighthouseは、Valve Corporationによって開発されたVRのトラッキングシステムの規格である。Valve IndexやHTC Viveなどに用いられている。

## 概要
LighthouseはVRのルームスケールをトラッキングするために利用される。規格はValve Corporationにより作られ、サードパーティーの企業の製品であるHTC ViveやPimaxに使われている。ライセンスの使用は無料である。またValve Corporation自身が開発した、Valve Indexにも使われている。

## 技術的特徴
アウトサイドインと呼ばれている方式で、ルームスケール空間上の絶対値を取得し、さまざまな用途に活用できるように設計されている。位置取得にはベースステーションと呼ばれるセンサーが必要になる。2台以上のベースステーションを設置することで、3m×4mの範囲内においてLighthouse規格対応のヘッドマウントディスプレイやコントローラーを1mm以下の精度でトラッキングすることが可能である。
インサイドアウト方式に比べてアウトサイドイン方式は死角を減らすことができ、VRの没入感に必要とされている手を後ろに回すことや、位置判断の測定のみに利用されるトラッカーを別途用いることも可能である。

### トラッキング方法
基本的にベースステーションを2台以上利用しレーザー測定を行う。対応するヘッドマウントディスプレイやコントローラーはレーザー光を受け取った後、位置を判断する。ベースステーション自体は測定を行うためのレーザー光を送出しているだけで、対応しているデバイス自身が判断を行う。PCに情報を送るのはコントローラーであればBluetooth、ヘッドマウントディスプレイであれば付属のケーブルを用い座標を送る。

### Lighthouse 2.0
バージョンが2.0になり、利用できるベースステーションが4つまで増えた。また範囲も10mx10mまで拡張されより広い場所での利用が可能になった。